# My Love (chanson de Justin Timberlake)
Pour les articles homonymes, voir My Love.
Singles de Justin Timberlake
SexyBack
(2006) Dick in a Box
(2006)
Singles par T.I.
Shoulder Lean
(2006) Live in the Sky
(2006)
My Love est une chanson du chanteur de pop américain Justin Timberlake en collaboration avec le rappeur d'Atlanta T.I.. C'est le second single issu de son deuxième album studio FutureSex/LoveSounds.

## Clip vidéo
Le clip dans son intégralité contient le prélude que l'on peut entendre à la fin du titre SexyLadies de son album dans lequel Justin Timberlake s'essaie au rap en compagnie de Timbaland. Il est totalement en noir et blanc avec des effets de couleurs que l'on peut retrouver dans d'autres œuvres comme Sin City. Le clip de My Love a été réalisé par Paul Hunter.

## Liste des pistes
| 1. | I'm Lovin' It (featuring T.I.) | 4:43 |
| 2. | Last Night (Instrumental)      | 4:38 |

## Classement
| Classement (2006-2007)                  | Meilleure position |
| --------------------------------------- | ------------------ |
| Allemagne (Media Control AG)            | 4                  |
| Australie (ARIA)                        | 3                  |
| Autriche (Ö3 Austria Top 40)            | 6                  |
| Belgique (Flandre Ultratop 50 Singles)  | 16                 |
| Belgique (Wallonie Ultratop 50 Singles) | 17                 |
| Tchéquie (IFPI Rádio)                   | 9                  |
| Danemark (Tracklisten)                  | 3                  |
| États-Unis (Hot 100)                    | 1                  |
| États-Unis (Pop Airplay)                | 1                  |
| États-Unis (R&B/Hip-Hop Songs)          | 2                  |
| États-Unis (Dance Club Songs)           | 15                 |
| États-Unis (Adult Pop Songs)            | 27                 |
| Europe (Hot 100)                        | 3                  |
| Finlande (Suomen virallinen lista)      | 5                  |
| France (SNEP)                           | 10                 |
| Hongrie (Rádiós Top 40)                 | 5                  |
| Hongrie (Dance Top 40)                  | 24                 |
| Irlande (IRMA)                          | 4                  |
| Italie (FIMI)                           | 12                 |
| Pays-Bas (Top 40)                       | 12                 |
| Nouvelle-Zélande (RMNZ)                 | 1                  |
| Slovaquie (IFPI Rádio)                  | 11                 |
| Suède (Sverigetopplistan)               | 2                  |
| Suisse (Schweizer Hitparade)            | 2                  |
| Royaume-Uni (UK Singles Chart)          | 2                  |

### Classement de fin d'année
| Classement (2007) | Position |
| ----------------- | -------- |
| Allemagne         | 53       |